# کولی، نیو ساوت ولز
کولی (به انگلیسی: Collie) یک شهرک در استرالیا است که در نیو ساوت ولز واقع شده‌است.